# Cayo Casio Longino
Cayo o Gayo Casio Longino  (m. Filipos, 42 a. C.) fue un político y militar romano del siglo I a. C. conocido principalmente por haber formado parte de la conjura que acabó con la vida de Julio César en los idus de marzo de 44 a. C.

## Carrera pública

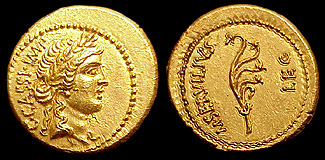
Casio en un áureo.

No se sabe mucho de la vida de Casio antes del atentado. Era miembro de la familia de los Casios, de la cual habían salido varios cónsules desde el siglo II a. C. En 53 a. C. participó como cuestor en la campaña militar de Marco Licinio Craso contra los partos, en la que sobresalió dándole gran fama en Occidente. Tras la derrota de los romanos en Carras y la muerte de Craso, pudo retirarse con el resto de las legiones romanas. Un grupo de quinientos caballeros encabezados por él escaparon hacia Siria directamente en dirección oeste hacia el Éufrates, salvando así la vida. 
Junto a los quinientos caballeros que le siguieron, el cuestor consiguió llegar a Siria y prepararla para el contraataque de los partos que se avecinaba. Pese a ser sólo un cuestor, era el romano de más alto rango en la provincia, y aunque la situación era extremadamente complicada en Siria, demostró ser un hombre de valía gobernando la provincia entre los años 53 y 51 a. C.
En 49 a. C. fue elegido tribuno de la plebe. La guerra civil desatada evitó probablemente su procesamiento por abuso de poder y chantaje en Siria. Durante la guerra se puso en un principio del lado de Pompeyo. Como comandante de la flota consiguió varias victorias. Después de la victoria en la batalla de Farsalia, en la cual Casio estuvo presente, César no fue directamente a Roma. Durante su estancia en Egipto, César había descuidado la guerra que tenía pendiente. Catón dominaba la provincia de África y contaba con el apoyo de Juba I de Numidia. La situación de Hispania era inestable porque los gobernantes partidarios de César no estaban realizando una buena gestión y ello dio alas a los partidarios de Pompeyo. Al mismo tiempo Farnaces, hijo de Mitrídates VI del Ponto al que Pompeyo había dejado como rey del Bósforo Cimerio, aprovechó la guerra civil para invadir el Ponto y tratar de recuperar así el reino de su padre. 
En 47 a. C. César marchó al Ponto y allí fue Casio a su encuentro. Este fue perdonado y le permitió seguir prestando servicios bajo su mando. Le nombró legado y luego en el año 44 a. C. pretor peregrino con la promesa de darle la provincia de Siria el año siguiente.
Casio era probablemente el spiritus rector de la conspiración contra César, alimentada sobre todo por los recelos de muchos senadores a la vista del afán de César de gobernar en solitario. Estas aspiraciones chocaban con el liderazgo del senado en la República. 
Sin embargo, habían olvidado hacer planes para el tiempo después de la muerte del dictador. Casio tuvo que salir de Italia y se dirigió a Siria, a pesar de que la provincia le había sido denegada temporalmente. Reunió un gran ejército y derrotó en la batalla de Laodicea a Publio Cornelio Dolabela, quien había sido enviado igualmente como gobernador a la misma provincia. Entregó el mando de la flota a Cayo Sextilio Rufo.
Tras haberse unido Octaviano, el futuro Augusto, con Marco Emilio Lépido y Marco Antonio para formar el segundo triunvirato, Casio se alió con Bruto y pasaron con sus legiones por el Helesponto y Tracia a una llanura al oeste de Filipos en Macedonia. Querían asediar al ejército del triunvirato pero fueron obligados a librar batalla abierta en la primera batalla de Filipos el 3 de octubre de 42 a. C. Bruto pudo vencer a Octaviano, pero Casio fue derrotado por Marco Antonio. Al no saber de la victoria de su aliado, ordenó a su liberto Píndaro (homónimo del poeta Píndaro) que lo matara.
Bruto fue vencido en la segunda batalla de Filipos y pudo huir en un primer instante. Poco después, sin embargo, se suicidó.

## En la literatura
Parte de la vida de Casio Longino aparece descrita en el drama Julio César (c. 1599) de William Shakespeare.